# Y, Somme
Y är en kommun i departementet Somme i regionen Hauts-de-France i norra Frankrike. Kommunen ligger i kantonen Ham som ligger i arrondissementet Péronne. År 2022 hade Y 88 invånare.
Y, som betyder "dit", är det kortaste ortnamnet i Frankrike. De längsta har 38 bokstäver (de tre kommunerna Beaujeu-Saint-Vallier-Pierrejux-et-Quitteur, Saint-Germain-de-Tallevende-la-Lande-Vaumont och Saint-Remy-en-Bouzemont-Saint-Genest-et-Isson).

## Befolkningsutveckling
Antalet invånare i kommunen Y
| Referens: INSEE |